# Cezary Śmiglak
Cezary Bogusław Śmiglak (ur. 13 kwietnia 1953 w Poznaniu) – polski pływak, specjalista w stylu klasycznym. Absolwent Uniwersytetu im. Adama Mickiewicza w Poznaniu (magister fizyki); w latach 1963–1977, 1979–1980 reprezentował klub Lech Poznań, 1978 WKS Śląsk Wrocław. Dwukrotny olimpijczyk, uczestnik Mistrzostw Europy 1970 Barcelona, Mistrzostw Świata 1973 Belgrad, Uniwersjady 1977 Sofia, Mistrzostw Europy Federacji Kolejarz 1974 Magdeburg. Po zakończeniu kariery sportowej został trenerem pływania. 

## Osiągnięcia

### Krajowe

#### Mistrz Polski basen 25m
- 100 m stylem klasycznym (1971, 1972, 1973, 1974, 1976, 1977, 1979).
- 200 m stylem klasycznym (1971, 1972, 1973, 1974, 1975, 1976, 1977, 1979)[1].

#### Mistrz Polski basen 50m
- 100 m stylem klasycznym (1972, 1975)
- 200 m stylem klasycznym (1970, 1973, 1974, 1975, 1976, 1977).

#### V-ce Mistrz Polski basen 25m
- 100 m stylem klasycznym (1970, 1975, 1978-Śląsk Wrocław).

#### V-ce Mistrz Polski basen 50m
- 100 m stylem klasycznym (1971, 1973, 1974, 1977).
- 200 m stylem klasycznym (1978-Śląsk Wrocław).

#### 2-gi V-ce Mistrz Polski basen 50m
- 100 m stylem klasycznym (1970, 1978-Śląsk Wrocław).
- 200 m stylem klasycznym (1971, 1972).

#### Rekordzista Polski
- 8-krotny rekordzista Polski na basenie długości 25 m;
- 6-krotny rekordzista Polski na basenie długości 50 m[1].

### Igrzyska Olimpijskie
- Na Igrzyskach Olimpijskich w 1972 roku w Monachium startował w następujących konkurencjach: 100 m stylem klasycznym, zajął 33. miejsce w eliminacjach; 200 m stylem klasycznym, plasując się na 30. miejscu w eliminacjach; sztafeta 4 × 100 m stylem zmiennym, odpadając w III przedbiegu[1].
- W 1976 roku na Igrzyskach Olimpijskich w Montrealu startował w następujących konkurencjach: 100 m stylem klasycznym, zajął 5. miejsce w I przedbiegu, łącznie 22 w eliminacjach; 200 m stylem klasycznym, zajął 6. miejsce w IV przedbiegu[1],łącznie 21 w eliminacjach.
- 3-krotny brązowy medalista Mistrzostw Europy Federacji Kolejarz w pływaniu na 100m, 200m stylem klasycznym oraz w sztafecie 4×100m zmiennym - Magdeburg 1974